# La galeria
La galeria és una pintura (oli sobre fusta) de 63 × 52 cm realitzada per Feliu Elias i Bracons a Barcelona el 1928, la qual es troba al Museu Nacional d'Art de Catalunya.

## Context històric i artístic
Figura influent de l'art català durant les dècades de 1920 i 1930 per la seua fecunda activitat com a historiador, crític d'art i dibuixant, Feliu Elias, que signava els seus escrits amb el pseudònim de Joan Sacs i els dibuixos amb el d'Apa, va ésser també un destacat pintor. Si bé aquesta faceta creativa va ésser més desigual, una part de la seua obra mereix el reconeixement que en el seu moment no va tindre en no encaixar en el classicisme imperant. Les natures mortes i els interiors, amb personatges copsats amb el realisme minuciós dels antics mestres holandesos, apropen l'obra pictòrica d'aquest artista als corrents europeus del moment, molt especialment a la Nova Objectivitat alemanya.
Fou adquirida el 1929 a l'Exposició Internacional de Barcelona, va ingressar al Museu el 1931 i el seu número de catàleg és el 11022.

## Descripció
Quan Elias va pintar La galeria havia abandonat ja la tècnica nonelliana dels seus inicis, consistent a aplicar petites i metòdiques pinzellades entrecreuades, per una tècnica de pinzellades foses, que li permetia representar amb un gran realisme la matèria pura dels objectes. Però el caràcter gairebé fotogràfic que donava a les seues teles no va ésser comprès pels seus coetanis, que confonien la modernitat dels seus plantejaments amb un perfeccionisme acadèmic. No obstant això, La galeria, una de les millors obres de l'autor tant pel caràcter intimista com per les magnífiques irisacions del color, ha esdevingut una de les pintures més singulars d'aquell període de l'art català.